# Stazione di Blackhorse Road
La stazione di Blackhorse Road è una stazione ferroviaria posta sulla linea Gospel Oak-Barking. È situata a Walthamstow (nel borgo londinese di Waltham Forest) all'incrocio tra Blackhorse Road e Forest Road.

## Storia
La stazione ferroviaria è stata aperta al pubblico il 9 luglio del 1894 dalla Tottenham and Forest Gate Railway con il nome di Black Horse Road. Si trovava sul lato opposto di Blackhorse Road rispetto alla stazione attuale e aveva una biglietteria in mattoni e rampe coperte che conducevano alla piattaforme situate a un livello inferiore. Come tutte le stazioni di questa linea fino a Wanstead Park, aveva lunghe tettoie in legno che coprivano le piattaforme, progressivamente demolite negli anni settanta.
Il 14 dicembre del 1981, British Rail ha trasferito la stazione ferroviaria dalla sua posizione originaria all'attuale, per migliorare l'interscambio con il metrò. In questa occasione la stazione ferroviaria ha adottato la stessa denominazione (Blackhorse road) della stazione della linea Victoria.
Il deposito merci, chiuso il 7 dicembre 1964, si trovava approssimativamente dove ora sono situate le piattaforme della London Overground.
La sezione di superficie della stazione è passata al servizio della London Overground, insieme al resto della linea Gospel Oak-Barking, nel novembre 2007.
Le piattaforme della London Overgound sono state rese accessibili a passeggeri con disabilità nel 2012-2013 con l'installazione di ascensori.
Dal 6 giugno 2016 al 27 febbraio 2017 la linea ferroviaria Gospel Oak-Barking è rimasta chiusa nel tratto a est di South Tottenham, inclusa la stazione di Blackhorse Road, per i lavori di elettrificazione della linea; è stato fornito un servizio temporaneo di autobus sostitutivi per la durata dei lavori.

## Strutture ed impianti
La stazione è servita dalla linea Suffragette della London Overground, erogato da Arriva Rail London per conto di Transport for London.
La stazione nel complesso è compresa nella terza zona tariffaria della rete londinese.

## Interscambi
La stazione consente l'interscambio con l'omonima fermata della linea Victoria della metropolitana di Londra.
Nelle vicinanze della stazione effettuano fermata alcune linee urbane automobilistiche, gestite da London Buses.
- Fermata metropolitana (Blackhorse Road, linea Victoria)
- Fermata autobus

## Galleria d'immagini

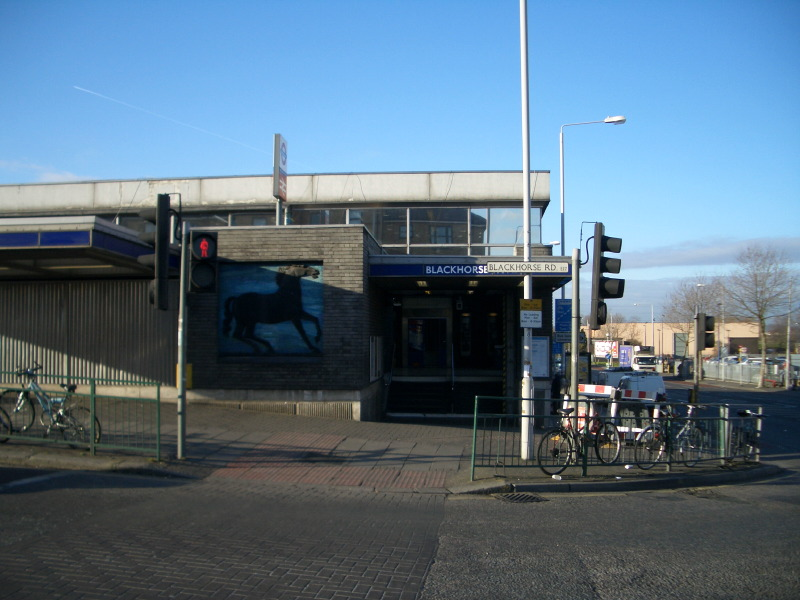
Il murale di David McFall all'entrata della stazione
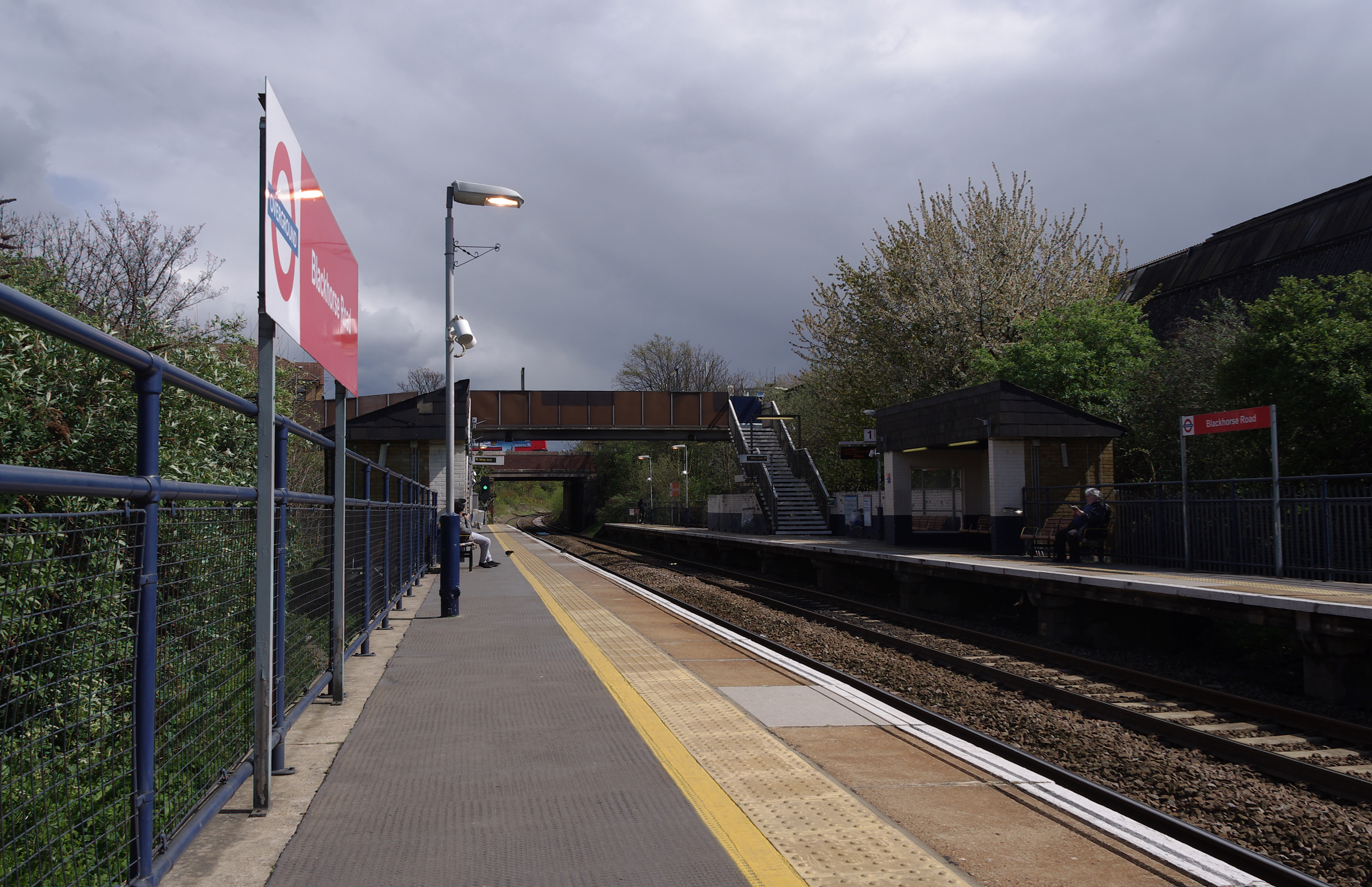
La stazione della Overground, i binari
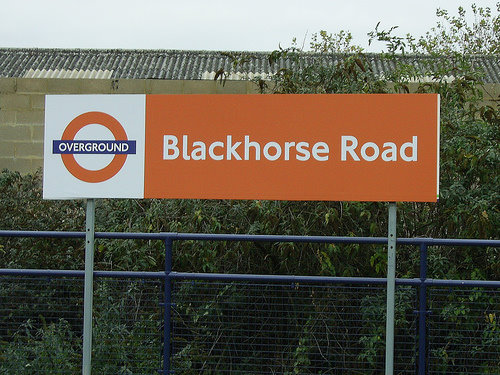
L'insegna della stazione della London Overground
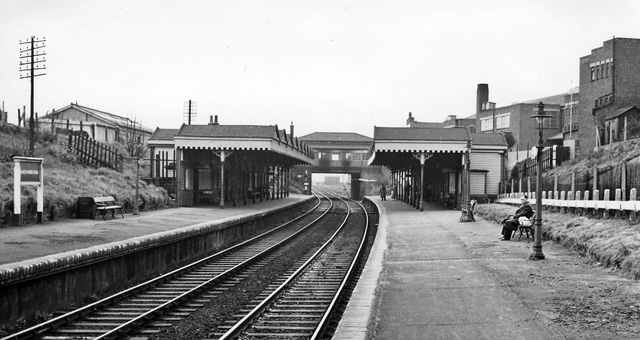
Le piattaforme originali della stazione nell'aprile 1961